# Driopitek
Driopitek (Dryopithecus) – rodzaj wymarłych małp człekokształtnych z rodziny Dryopithecidae, żyjących w okresie środkowego i późnego miocenu (10–14 mln lat temu). Występowały na terenie Europy, choć skamieniałości jednego gatunku znaleziono także w Chinach. Niektórzy uczeni włączyli do driopiteków rodzaje Proconsul i Sivapithecus. Do rodzaju driopiteków należą następujące gatunki:
- Dryopithecus wuduensis
- Dryopithecus fontani
- Dryopithecus brancoi
- Dryopithecus laietanus
- Dryopithecus crusafonti

## Cechy charakterystyczne
Masa driopiteków wynosiła średnio 20–35 kg, długość natomiast ok. 60 cm. Prowadziły nadrzewny tryb życia, żywiły się owocami, na ziemi poruszały się, podobnie jak obecne szympansy czy goryle, podpierając nadgarstkami. Posiadały cienkie szkliwo i stosunkowo delikatne szczęki.

## Ewolucja
Cechy zarówno prymitywne jak i nowoczesne uniemożliwiają jednoznaczne określenie pozycji systematycznej driopiteków. Cienkie szkliwo świadczy o tym, że były one prymitywniejsze od Kenyapithecus, jednak niektóre inne kości, znacznie bardziej rozwinięte zdają się temu przeczyć. Pewne jest jedynie, iż driopiteki wyewoluowały od człekokształtnych, które opuściły Afrykę, kiedy połączył się z nią Półwysep Arabski. Niewykluczone, że od driopiteka pochodzi Sivapithecus – przodek orangutana.